# EuPrevent EMR
euPrevent is een euregionaal netwerk gericht op gezondheidsbevordering. Binnen dit netwerk wordt duurzaam samengewerkt om de levenskwaliteit van de inwoners van het grensgebied tussen Nederland, België en Duitsland (de grensregio) te verhogen. 

## Doel en doelgroepen
euPrevent ondersteunt grensoverschrijdende samenwerking tussen professionals die zich inzetten voor het behoud, de bevordering en het herstel van de volksgezondheid in het grensgebied tussen Nederland, België en Duitsland (de grensregio). Daartoe initieert, stimuleert en faciliteert euPrevent samenwerkingsrelaties en -activiteiten tussen gezondheidsorganisaties. 
De activiteiten en samenwerkingsverbanden richten zich primair op zorg- en preventie-instellingen. Waar nodig worden ook andere partijen betrokken, waaronder burgers, patiëntenorganisaties, welzijns- en onderwijsinstellingen, overheden en publieke en private financiers. De inwoners van de grensregio zijn de uiteindelijke doelgroep.
De grensoverschrijdende samenwerking tussen de diverse gezondheidsinstellingen beoogt meer eenheid te brengen in de aanpak van preventieve en curatieve gezondheidszorg in de grensregio. Dit komt allereerst de gezondheid van de bevolking van de grensregio ten goede, maar bevordert ook de uitwisseling van arbeidskrachten tussen de deelregio's. Hierdoor kunnen de zorgsectoren in de deelregio's vraag en aanbod van zorgprofessionals beter op elkaar afstemmen. 

## Geschiedenis
Sinds 2001 is euPrevent als samenwerkingsprogramma actief. Gestart werd met de ontwikkeling en uitvoering van euregionale projecten, grotendeels gefinancierd vanuit het Europees Fonds voor Regionale Ontwikkeling (EFRO). Het eerste project richtte zich op verslavingspreventie bij adolescenten. In 2008 volgden projecten gericht op het voorkomen van overgewicht bij jeugdigen en adolescenten en op het voorkomen van (de verspreiding van) ziekenhuisbacteriën. Deze projecten hadden een looptijd van drie jaar, waarna de activiteiten werden voortgezet als zelfstandige programma's, gefinancierd door de projectpartners en deelnemende overheden. 
Om de grensoverschrijdende samenwerking tussen gezondheidszorginstellingen te ondersteunen en te formaliseren, werd begin 2010 een stichting naar Nederlands recht opgericht onder de naam euPrevent-EMR. Het stichtingsbestuur telt acht leden uit alle verschillende deelregio’s van de EMR. 
euPrevent was initiator van het kwaliteitszegel ‘Patiëntveiligheid door Hygiëne en Infectiepreventie’ dat op 7 maart 2012 aan 23 voornamelijk Duitse ziekenhuizen werd uitgereikt. Het zegel werd ontwikkeld om de hygiënestandaarden van ziekenhuizen in de Duitse, Nederlandse en Belgische deelregio's te uniformeren en te verhogen, met als doel om de patiëntveiligheid beter te kunnen waarborgen.

## Organisatie

De Euregio Maas-Rijn: het werkgebied van euPrevent EMR

Om het netwerk optimaal te ondersteunen is in 2010 de Stichting euPrevent opgericht. Het bestuur van de Stichting euPrevent bestaat uit bestuurders en inhoudsdeskundigen uit de 5 regio’s van de grensregio. Samen waarborgen ze de duurzame koers die euPrevent vaart.
Het ondersteuningsbureau van euPrevent ondersteunt partners bij het waarmaken van de missie van euPrevent: het verhogen van de kwaliteit van leven van de inwoners van de grensregio. 
euPrevent sluit nauw aan bij het beleid en de doelstellingen van de Stichting Euregio Maas-Rijn EGTS, waarin de vijf deelregio’s van de grensregio participeren: 

In België:
- de Vlaamse provincie Limburg
- de Waalse provincie Luik
- Oost-België (de voormalige Duitstalige Gemeenschap)

In Duitsland:
- het westelijke deel van het Regierungsbezirk Köln (deelstaat Noordrijn-Westfalen).

In Nederland:
- het zuidelijke deel van de provincie Limburg

De grensregio reikt over drie landgrenzen en drie taalgrenzen. In het gebied wordt Duits, Frans en Nederlands gesproken. De vijf deelregio’s kennen elk hun eigen regels en opvattingen over de inrichting van de gezondheidszorg en de organisatie van ziektepreventie. De bevolking van 4 miljoen mensen is relatief gelijk qua leeftijdsopbouw, sociaal-economische situatie, leefstijl en gezondheidsprofiel. Hierdoor kan de grensregio zich ontwikkelen tot een Europees laboratorium voor grensoverschrijdende preventie en zorginnovatie.

## Programmalijnen
euPrevent brengt thematische focus aan door te werken vanuit programmalijnen. Momenteel zijn 7 programmalijnen actief. Daarnaast worden ook programmalijn-overkoepelende projecten uitgevoerd.

### Programmalijn Verslaving
De programmalijn Verslaving is een grensoverschrijdende samenwerking die zich richt op het verminderen van risicogedrag bij met name adolescenten en senioren. Centraal staan onderwerpen als omgang met verslavende middelen (zoals drugs, alcohol en tabak) en verslavende gewoontes (zoals gokken en gamen). De focus ligt op het signaleren van vroege (gedrags)determinanten zoals pesten en spijbelen en het geven van voorlichting daarover.
Voorbeelden van activiteiten binnen deze programmalijn zijn:
- grensoverschrijdend onderzoek naar risicogedrag bij 14-tot-16-jarigen;
- beleidsadvisering;
- deskundigheidsbevordering;
- het organiseren van preventieactiviteiten.

### Programmalijn Overgewicht
De programmalijn Overgewicht is gericht op preventie van het ontstaan van overgewicht bij kinderen, jeugd en jongvolwassenen. De focus ligt op eet- en beweeggedrag en op externe factoren zoals; afkomst, sociaal milieu en genetische aanleg. Voorbeelden van activiteiten binnen deze programmalijn zijn: 
- deskundigheidsbevordering door onder andere studiedagen;
- ontwikkeling en implementatie van activiteiten voor stakeholders die te maken hebben met de doelgroep;
- uitvoeren van Euregionale en EU georiënteerde projecten.

### Programmalijn Infectieziekten
De programmalijn Infectieziekten is gericht op vermindering van infectieziekten en bevordering van patiëntveiligheid voor alle inwoners in de grensregio. De aandacht gaat bijvoorbeeld uit naar (multi)resistente ziekteverwekkers zoals de zogenoemde ziekenhuisbacteriën, hygiëne maatregelen en protocollen voor de patiëntveiligheid. Voorbeelden van activiteiten binnen deze programmalijn zijn: 
- de ontwikkeling van een grensoverschrijdend expertisenetwerk;
- onderzoek naar het vóórkomen van MRSA (Meticilline resistente Staphylococcus aureus) en andere infectieziekten;
- de ontwikkeling van het 'Kwaliteitszegel Patiëntveiligheid door Hygiëne en Infectiepreventie' voor ziekenhuizen, verpleeghuizen en revalidatiecentra.

Op dit moment voert euPrevent twee onderzoeksprojecten uit die verband houden met COVID-19.

### Programmalijn Geestelijke Gezondheid
De programmalijn Geestelijke gezondheid richt zich op preventie en behandeling van geestelijke aandoeningen bij verschillende doelgroepen. Voorbeelden van activiteiten binnen deze programmalijn zijn:  
- de ontwikkeling en inzet van een theaterstuk;
- de ontwikkeling van een instrument voor een capacity assessment;
- workshops aangaand het thema dementie en depressie bij ouderen.

Het project euPrevent - Senior Friendly Communities (2016-2019) is door de WHO benoemd tot Best Practice. “Deze benoeming ervaren wij, het projectteam van Senior Friendly Communities, als een bijzondere mijlpaal. Wij werken aan een duurzame verandering in de Euregio Maas-Rijn, met als uitgangspunt de lokale behoeften die spelen in de gemeenten. Met gerichte activiteiten proberen we te voorkomen dat senioren met dementie of ouderdomsdepressie achter de spreekwoordelijke geraniums belanden.” Aldus leadpartner professor Frans Verhey, Universiteit Maastricht.[1]

### Programmalijn Environmental Health
De programmalijn Environmental health richt zich op milieugezondheid. De relatie tussen volksgezondheid, milieu en leefomgeving. Het gaat in deze programmalijn onder andere om:
- het monitoren van, het doen van onderzoek naar en de preventie van aandoeningen,
- het zorgdragen voor een gezond binnenmilieu in onder andere woningen en openbare gebouwen zoals scholen,
- het zorgdragen voor een gezond buitenmilieu waarbij dit betrekking heeft op zowel de natuurlijke als de gebouwde omgeving.

### Programmalijn Patient Empowerment
De programmalijn Patient Empowerment is gericht op het behartigen van de belangen van de burgers woonachtig in de grensregio inzake grensoverschrijdende gezondheidszorg. Voorbeelden van activiteiten binnen deze programmalijn zijn:
- Het ontwikkelen van gezamenlijke instrumenten voor grensoverschrijdende patiënten- en burger participatie, zoals zelfhulpvriendelijke ziekenhuizen.
- Het bewaken van de rechten en plichten van burgers inzake grensoverschrijdende zorg in de grensregio.
- Het inbrengen van het burger- en patiëntenperspectief in allerhande lopende grensoverschrijdende projecten in de grensregio.

Binnen dit programma wordt nauw samengewerkt met de organisatie EPECS (European Patients Empowerment for Customised Solutions), een samenwerkingsverband van (regionale) patiëntenorganisaties die hun achterban een stem willen geven in de ontwikkeling van grensoverschrijdende en Europese gezondheidszorg.[2]

### Programmalijn-overstijgend
Sommige samenwerkingsverbanden en projecten binnen euPrevent hebben betrekking op meer programma's of onderwerpen. Deze samenwerkingsverbanden en projecten zijn te vinden bij ‘Crossing Programmes’. Een voorbeeld is de samenwerking 'Data in the EMR': door middel van structurele samenwerking willen partners gegevens van verschillende bronnen op Euregionaal niveau delen, verzamelen en vergelijken. Relevante gegevens worden voor iedereen beschikbaar gesteld op de Euregionale Gezondheidsatlas.[3]